# Dyckburg

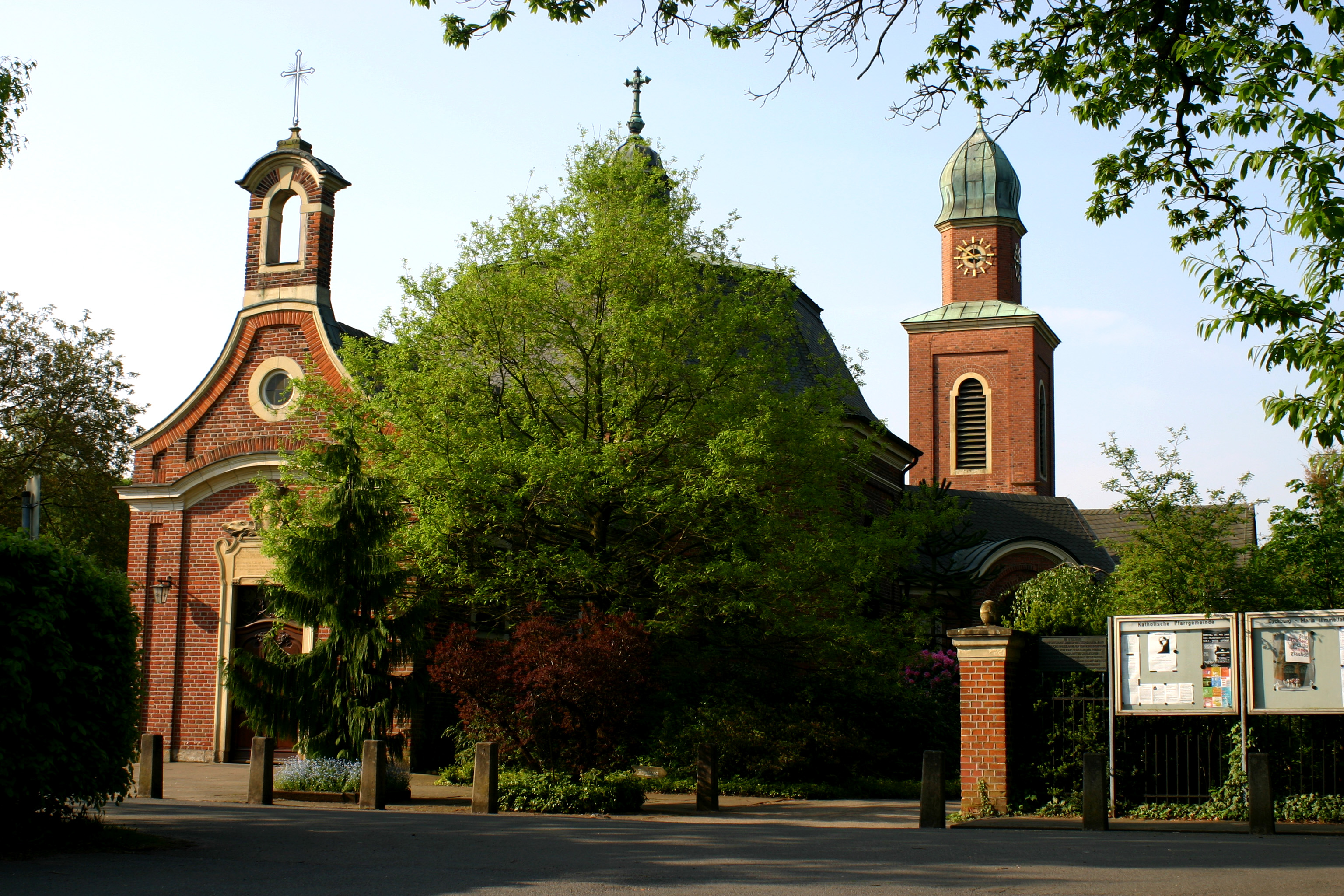
Die Dyckburg-Kirche, nach der der Wohnbereich benannt wurde.

Dyckburg ist ein Wohnbereich (Stadtteil) im Stadtbezirk Ost von Münster in Westfalen. Er umfasst die Siedlungen Sudmühle und Mariendorf und bildet zusammen mit dem nördlich angrenzenden Gelmer einen statistischen Bezirk. Im Westen grenzt er an die Stadtteile Sprakel und Coerde, im Osten an Handorf, im Süden an St. Mauritz. Dyckburg wird maßgeblich durch die Landwirtschaft geprägt. In Dyckburg wohnen rund 500 Menschen.
Den Ursprung des Wohnbereiches bildete die bereits im Jahr 1400 urkundlich als mansus to dycke (Haus am Teich) bezeichnete Dyckburg, die sich ursprünglich im Besitz der münsterischen Erbmännerfamilie von Bischoping befand; später wurde sie von dem Patrizier und Kaufmann Johann von Berswordt erworben, der viermal Bürgermeister von Münster war. Das älteste steinerne Zeugnis der Dyckburg befindet sich im Turmzimmer der heutigen Dyckburgkirche; dort ist ein Türsturz mit Wappen und Wahlspruch des alten westfälischen Geschlechts von Berswordt aus dem Jahre 1572 in die Wand eingefügt. Um 1545 bauten die Berswordts die Wasserburg, um 1500 Dikhus genannt, zum „freien Hause“ aus, einem Landsitz, der 1664 Diecksburg heißt und später allgemein als Dieckburg oder Dyckburg bezeichnet wird. Zu seiner Zeit ist die Dyckburg eine vierflügelige von Gräften umschlossene Burganlage mit Vorburg auf einer vorgelagerten Insel. Außer dem erwähnten Türsturz und den beiden noch vorhandenen Teichen ist von der Dyckburg des 16. und 17. Jahrhunderts nichts übrig geblieben. 
Im Jahre 1722 ging der Besitz an den münsterischen Dompropst Friedrich Christian von Plettenberg über, der vom westfälischen Baumeister Johann Conrad Schlaun (1695–1773) neben zwei heute noch stehenden Ökonomiegebäuden samt barockem Einfahrtstor den ältesten Teil dieser Dyckburg-Kirche als Hofkapelle zu Ehren der Muttergottes nach dem Vorbild der Basilika vom Heiligen Haus in Loreto (Italien) erbauen ließ, die im Jahre 1740 eingeweiht wurde, weshalb sie bis heute Loreto-Kapelle genannt wird. Auch das Marienbild in der Altarnische ist eine Nachbildung des Gnadenbildes von Loreto. Aus der lateinischen Inschrift über dem Eingang der Kirche geht 1740 als Jahr dieses ersten Kirchenbaues hervor.

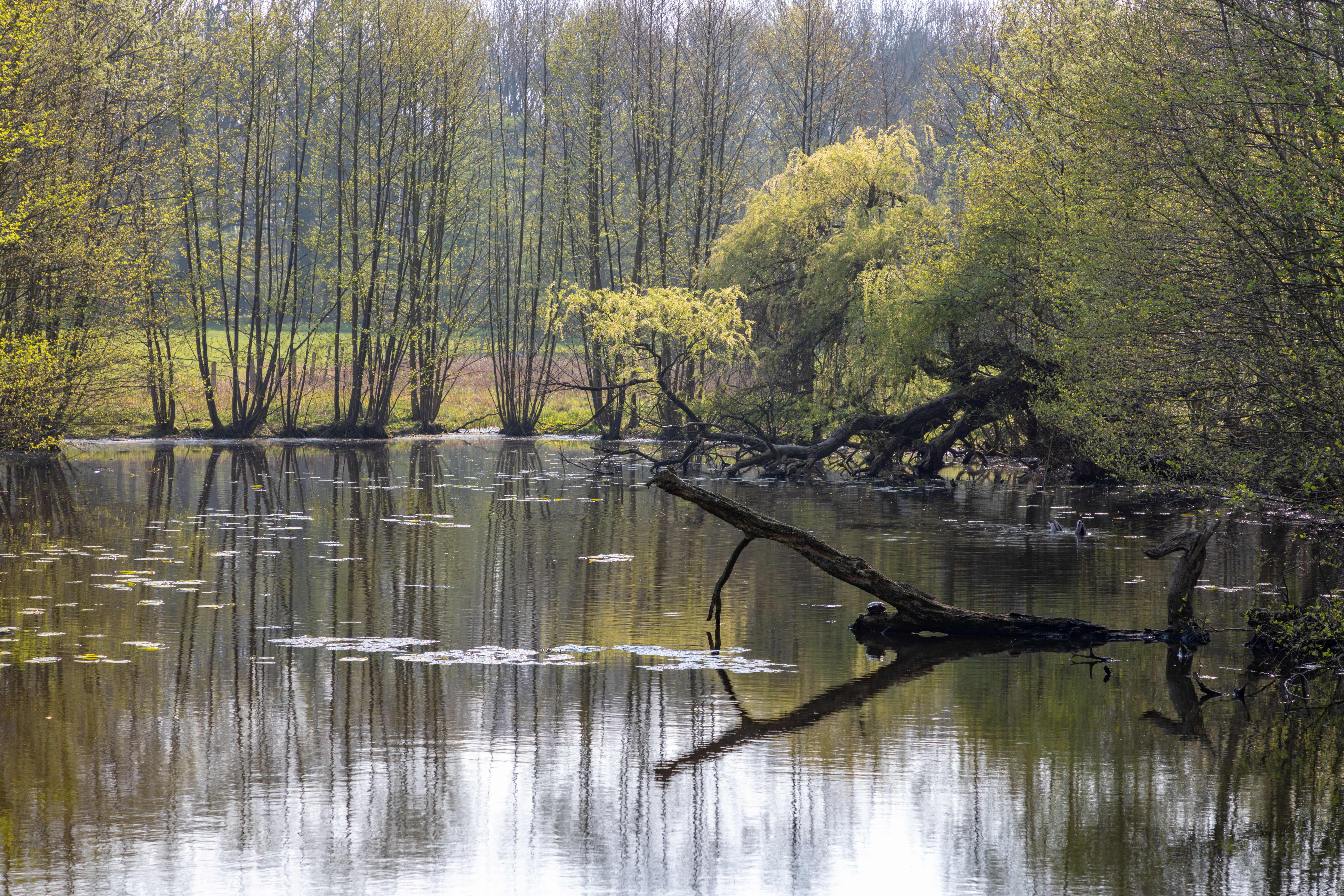
Teich an der Dyckburg-Kirche im Boniburger Wald

Nach mehreren Besitzerwechseln erwarb der Graf Bonifatius von Hatzfeld-Trachenberg im Jahre 1884 die Dyckburg und ließ mit Hilfe seiner reichen Frau, der Prinzessin Olga (Elena) von Manouckbay (auch Manuc Bey, Enkelin von Manuc Mârzaian) aus Chișinău, die Loreto-Kapelle 1894 von dem Architekten August Rincklake vergrößern, und zwar durch den achteckigen Kuppelbau und den neobarocken Chorbereich mit niedrigerem Tonnengewölbe zur Kirche in der heutigen Form. Dazu ließ er 1914 für seine Familie noch die Grabkapelle errichten, in der später er und seine Frau ihre letzte Ruhe fanden, sowie für die Geistlichen der Kirche ein Wohnhaus, das spätere Pfarrhaus. Letzteres wurde im Jahr 2010 zusammen mit dem zugehörigen Pfarrgarten aufgrund von Pfarrfusionen verkauft. Als prächtigen Schmuck erhielt die Grabkapelle ein Mosaik des auferstandenen Christus nach einer Skizze des Malers Friedrich Stummel aus Kevelaer. Das Jesus-Grab entspricht der schlesischen Tradition des Grafen.
Am 31. August 1921 – kurz vor seinem Tod – schenkte der Graf die Kirche, das Wohnhaus und den Garten der Kirchengemeinde St. Mauritz. Damit wurde die Dyckburg-Kirche ordentliche Filialkirche dieser alten münsterschen Pfarrei. Das Gut Dyckburg samt dem Wohnsitz des Grafen, der nunmehr so genannten Boniburg, wurde von der zweiten Frau des Grafen, Aline Collee Janssens, die er nach Olgas Tod geheiratet hatte, 1923 an die Stadt Münster verkauft.
Dyckburg gehörte zur Bauerschaft Werse in der Gemeinde Sankt Mauritz, bis diese 1975 nach Münster eingemeindet wurde.